# Mary Whiton Calkins
Mary Whiton Calkins (/ˈkɔːlkɪnz, ˈkæl-/; * 30. März 1863 in Hartford, Connecticut; † 26. Februar 1930 in Wellesley, Massachusetts) war eine amerikanische Philosophin und Psychologin. Als Psychologin lehrte sie für viele Jahre am Wellesley College und führte Forschungen zu Träumen und dem Gedächtnis durch. Calkins war die erste Frau, die Präsidentin der American Psychological Association und der American Philosophical Association wurde.

## Leben
Mary Whiton Calkins wurde am 30. März 1863 in Hartford, Connecticut, geboren. Sie war das älteste von fünf Kindern. Ihre Eltern waren Wolcott und Charlotte Whiton Calkins. Mary war dafür bekannt, ihrer Familie nahezustehen. Sie zog 1880 mit ihrer Familie nach Newton, Massachusetts, um dort den Rest ihres Lebens zu verbringen. Dort begann sie auch ihre Ausbildung. Ihre Familie zog von New York nach Massachusetts, weil ihr Vater, der ein presbyterianischer Pfarrer war und dort eine neue Stelle bekam. Ihr Vater nahm eine aktive Rolle bei der Beaufsichtigung der Ausbildung seiner Kinder ein. Als Mary die High School abschloss, hatte er ihr Studium so vorausgeplant, dass sie in der Lage war, sich am College einzuschreiben. 1882 trat Calkins als sophomore in das Smith College ein. Sie studierte ein Jahr lang, aber 1883, nach dem Tod ihrer Schwester, nahm sie sich ein Jahr Auszeit vom College und studierte eigenständig. Während der Auszeit von der Schule erhielt Calkins privaten Nachhilfeunterricht in Griechisch. Während dieses Jahres gab sie auch zwei ihrer Brüder Nachhilfe und studierte Griechisch. 1884 kehrte sie an das Smith College zurück und machte ihren Abschluss mit den Schwerpunkten Klassik und Philosophie.

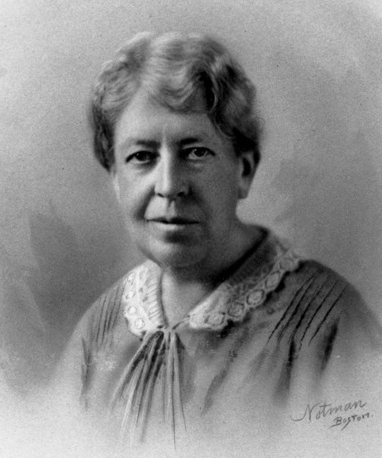
Mary Whiton Calkins

Nach ihrem Abschluss unternahmen Calkins und ihre Familie eine achtzehnmonatige Reise nach Europa und Calkins konnte Leipzig, Italien und Griechenland erkunden. Da sie als Studentin im Hauptfach Klassische Philologie studierte, nutzte Calkins die Gelegenheit und verbrachte mehrere Monate mit Reisen und dem Studium des Neugriechischen und der Klassischen Philologie. Als sie nach Massachusetts zurückkehrte, arrangierte ihr Vater ein Vorstellungsgespräch mit dem Präsidenten des Wellesley College, einem reinen Frauencollege, für einen Job als Tutorin in der griechischen Fakultät. Sie arbeitete als Tutorin und schließlich drei Jahre lang als Lehrerin an der griechischen Fakultät. Ein Professor der philosophischen Abteilung bemerkte Calkins’ exzellente Lehrtätigkeit und bot ihr eine Stelle an, um das Fach Psychologie zu unterrichten, welches neu im Lehrplan der philosophischen Fakultät war. Calkins nahm das Angebot unter der Bedingung an, dass sie ein Jahr lang Psychologie studieren könne.
Calkins wurde in einer Zeit geboren, in der Frauen mehr Möglichkeiten erhielten, wie zum Beispiel ein College zu besuchen und an diesen Colleges zu unterrichten. Trotzdem wurde sie als Frau im Bildungsbereich immer noch diskriminiert. Es gab nicht viele Möglichkeiten für Frauen, die einen Abschluss in Psychologie machen wollten. Calkins zog Psychologieprogramme an der University of Michigan (mit John Dewey), Yale (mit George Trumbull Ladd), Clark University (mit Granville Stanley Hall) und Harvard (mit William James) in Betracht. Calkins äußerte ihr Interesse an einem Studium in einer Laborumgebung und die einzigen Schulen mit dieser Spezifikation waren zu dieser Zeit Clark und Harvard. Wahrscheinlich wegen der Nähe zu ihrem Zuhause in Newton bemühte sich Calkins um die Aufnahme in Harvard. Harvard erlaubte Frauen damals nicht an ihrer Institution zu studieren. Sie konnte nur Vorlesungen besuchen, obwohl ihr Vater und der Präsident von Wellesley Briefe mit der Bitte um Zulassung geschickt hatten. Obwohl Harvard Calkins nicht als Studentin zuließ erlaubte die Universität ihr bei Vorlesungen zu hospitieren. Calkins entschied sich für den Unterricht am Harvard Annex (Vorgänger des Radcliffe College), welcher von Josiah Royce unterrichtet wurde. Royce ermutigte Calkins am regulären Unterricht in Harvard mit gleichaltrigen Männern teilzunehmen, die von William James unterrichtet wurden. Harvard-Präsident Charles William Eliot war gegen die Idee eine Frau im gleichen Raum wie einen Mann zu unterrichten. Mit Druck von James und Royce und einer Petition von Marys Vater erlaubte Eliot Calkins, im regulären Unterricht zu studieren unter der Bedingung, dass sie keine eingeschriebene Studentin sein sollte.
Sie starb im Alter von 66 Jahren in Wellesley, Massachusetts an einer seltenen Art von Krebs.

## Karriere in der Psychologie
Calkins begann ihr richtiges Studium der Psychologie unter William James 1890 kurz nachdem sein bekanntes Lehrbuch The Principles of Psychology gedruckt wurde. Calkins schätzt eine ihrer ersten Erfahrungen mit James in ihrer Autobiographie hoch ein und behauptet: "Was ich von der geschriebenen Seite und noch mehr von der Tete-a-tete-Diskussion gewann, war, so scheint es mir, wenn ich darauf zurückblicke, über alles hinaus ein lebendiges Gefühl für die Konkretheit der Psychologie und für die unmittelbare Realität von 'endlichen individuellen Köpfen' mit ihren 'Gedanken und Gefühlen'". Obwohl Calkins von James’ Philosophien sehr beeindruckt war und er sie in das Gebiet der Psychologie eingeführt hatte, war James kein Praxispsychologe und das war eher Calkins’ Interessengebiet. Sie behauptet jedoch, dass es letztlich James’ Lehren von den transitiven Beziehungsgefühlen, den Gefühlen von und, wenn und aber und dem Konzept des Bewusstseins als zur "persönlichen Form" tendierend, gewesen sein könnten, die ihr großes Interesse am Selbst begannen. Nach ihrer Ausbildung bei James arbeitete Calkins mit Edmund Sanford von der Clark University zusammen, der ihr später beim Aufbau des ersten Psychologielabors für Frauen am Wellesley College half. Sanford schulte Calkins in experimentellen Laborverfahren und half bei der Entwicklung und Montage zahlreicher Laborinstrumente für das psychologische Labor in Wellesley.
1891 kehrte Calkins als Dozentin für Psychologie an der Philosophischen Fakultät nach Wellesley zurück. Nach der Einrichtung des Labors  gewann es schnell an Popularität; Calkins’ erstes Laborseminar hatte über fünfzig Studenten. Calkins begann Pläne für ihre weitere Ausbildung in Psychologie zu machen. Sanford riet ihr von Schulen wie Johns Hopkins und Clark ab, da diese wahrscheinlich keine Frauen als Studierende zuließen, ähnlich wie sie es in Harvard erlebt hatte. Sanford ermutigte Calkins, Programme in Europa zu suchen, indem er darauf hinwies, dass Hugo Münsterberg weibliche Studentinnen in seinem Labor in Freiburg zuließ (nachdem er ein Bild von Münsterberg in seinem Labor mit einer Frau gesehen hatte). Nachdem sie James gegenüber ihren Wunsch geäußert hatte mit Münsterberg zu arbeiten, verriet er, dass Münsterberg bald nach Harvard kommen würde.
In den drei Jahren, in denen Calkins unter Münsterberg studierte, wurden mehrere ihrer Arbeiten veröffentlicht, darunter Forschungen, die sie mit Sanford über Träume durchführte und ihre erste Arbeit über Assoziationen. Während dieser Zeit untersuchte Calkins auch das Gedächtnis, welches zu ihrer Erfindung der Methode der richtigen Assoziationen führte, die heute als Paired-Associations-Technik bekannt ist. In ihrer Autobiographie erklärt Calkins, dass "ich durch das Zeigen von Serien von Farben, die mit Ziffern gepaart waren, herausfand, dass eine Ziffer, die wiederholt in Verbindung mit einer gegebenen Farbe auftauchte, mit größerer Wahrscheinlichkeit erinnert wurde als entweder eine lebhaft gefärbte Ziffer oder als die Ziffer, die zuletzt mit der Farbe gepaart war, bei einem erneuten Auftauchen der gegebenen Farbe".
In ihrer Autobiographie beschreibt sie Münsterberg als "einen Mann von tiefer Gelehrsamkeit, hoher Originalität und erstaunlicher Vielseitigkeit." Zu den weiteren Arbeiten mit Münsterberg gehörte ihr Traumstudium. Münsterberg begann damit, sie in die Details von Laborexperimenten einzuweisen, indem er ihr ein Forschungsproblem gab, das auf Aufzeichnungen basierte, die die beiden über mehrere Wochen von ihren Träumen gemacht hatten. In diesen Wochen weckten sie sich selbst mit Weckern zu verschiedenen Stunden in der Nacht, zeichneten ihre Träume auf und studierten sie dann eingehend. Die Schlussfolgerung zu der sie kamen war, dass Träume nichts anderes sind als Reproduktionen von "Personen, Orten und Ereignissen der jüngsten Sinneswahrnehmung."
Ihre Studie über das Lernen von Paarassoziationen unter Münsterberg bildete ihre Dissertation, die 1896 veröffentlicht wurde. Harvard weigerte sich der Empfehlung der Abteilung für Philosophie und Psychologie zu folgen und Calkins ihren Doktortitel zu verleihen. Eliot glaubte fest daran, dass die beiden Geschlechter getrennt ausgebildet werden sollten, und obwohl er Calkins erlaubte, ein Gast zu sein, weigerten er und der Rest des Vorstands sich, ihr den Doktorgrad zu verleihen. Calkins hatte alle Anforderungen für den Doktortitel erfüllt, einschließlich der bestandenen Prüfungen und der Fertigstellung einer Dissertation und alle ihre Harvard-Professoren hatten sie für den Grad empfohlen. Doch allein aufgrund ihres Geschlechts wurde ihr die Ehre eines verliehenen Grades verwehrt. James war erstaunt und beschrieb ihre Leistung als "die brillanteste Prüfung für den Doktortitel, die wir in Harvard hatten".
Nachdem sie ihre Zusatzausbildung abgeschlossen hatte, kehrte sie 1895 als außerordentliche Professorin für Psychologie ans Wellesley College zurück. Zwei Jahre nach ihrer Rückkehr wurde sie Professorin für Psychologie und Philosophie. Dieser Zusatz erlaubte es ihr zu ihren Vorlesungen über die Klassiker und Griechisch zurückzukehren. Ihre experimentelle Arbeit setzte sie während dieser Zeit fort. Ab 1900 begann Calkins eine Reihe von Schriften zu veröffentlichen, in denen sie die Psychologie als eine "Wissenschaft des Selbst" beschrieb – dies sollte eine Prämisse für die Entwicklung ihres Systems der Selbstpsychologie sein.
Wie man aus ihren Schriften ersehen kann, war sie zwar sehr dankbar für die Personen, die sie akzeptierten, hegte aber keine Ressentiments gegen diejenigen, die sie nicht akzeptierten. Anstatt zum Beispiel ihre Verachtung gegenüber dem Harvard-Vorstand auszudrücken, weil dieser ihren Antrag auf einen Abschluss nicht akzeptierte, drückte sie ihre Wertschätzung gegenüber Harvard aus, weil sie dort an den Kursen teilnehmen konnte, unter ihren Professoren forschen und mit Personen wie James, Sanford und Münsterberg arbeiten konnte. Sie erwähnt auch die Unterstützung von Persönlichkeiten wie Robert MacDougall und einigen anderen, die sie über die Jahre als ihre Berater und sogar Freunde betrachtete.